# Cuinchy
Cuinchy és un municipi francès situat al departament del Pas de Calais i a la regió dels Alts de França. L'any 2007 tenia 1.767 habitants.

## Demografia

### Població
El 2007 la població de fet de Cuinchy era de 1.767 persones. Hi havia 608 famílies de les quals 124 eren unipersonals (34 homes vivint sols i 90 dones vivint soles), 176 parelles sense fills, 261 parelles amb fills i 47 famílies monoparentals amb fills.
La població ha evolucionat segons el següent gràfic:
Habitants censats

### Habitatges
El 2007 hi havia 658 habitatges, 628 eren l'habitatge principal de la família, 2 eren segones residències i 29 estaven desocupats. 616 eren cases i 31 eren apartaments. Dels 628 habitatges principals, 533 estaven ocupats pels seus propietaris, 78 estaven llogats i ocupats pels llogaters i 16 estaven cedits a títol gratuït; 7 tenien una cambra, 25 en tenien dues, 51 en tenien tres, 151 en tenien quatre i 393 en tenien cinc o més. 522 habitatges disposaven pel capbaix d'una plaça de pàrquing. A 287 habitatges hi havia un automòbil i a 276 n'hi havia dos o més.

### Piràmide de població
La piràmide de població per edats i sexe el 2009 era:
| Homes | Edats   | Dones |
| ----- | ------- | ----- |
| 0     | 95 o +  | 4     |
| 8     | 90 a 94 | 8     |
| 4     | 85 a 89 | 28    |
| 4     | 80 a 84 | 16    |
| 16    | 75 a 79 | 48    |
| 20    | 70 a 74 | 24    |
| 24    | 65 a 69 | 32    |
| 32    | 60 a 64 | 28    |
| 44    | 55 a 59 | 44    |
| 60    | 50 a 54 | 60    |
| 72    | 45 a 49 | 80    |
| 96    | 40 a 44 | 68    |
| 81    | 35 a 39 | 105   |
| 20    | 30 a 34 | 16    |
| 36    | 25 a 29 | 24    |
| 72    | 20 a 24 | 64    |
| 77    | 15 a 19 | 72    |
| 89    | 10 a 14 | 96    |
| 28    | 5 a 9   | 65    |
| 20    | 0 a 4   | 12    |

## Economia
El 2007 la població en edat de treballar era de 1.162 persones, 804 eren actives i 358 eren inactives. De les 804 persones actives 726 estaven ocupades (414 homes i 312 dones) i 79 estaven aturades (40 homes i 39 dones). De les 358 persones inactives 87 estaven jubilades, 130 estaven estudiant i 141 estaven classificades com a «altres inactius».

### Ingressos
El 2009 a Cuinchy hi havia 631 unitats fiscals que integraven 1.716,5 persones, la mediana anual d'ingressos fiscals per persona era de 17.062 €.

### Activitats econòmiques
Dels 48 establiments que hi havia el 2007, 1 era d'una empresa alimentària, 1 d'una empresa de fabricació d'altres productes industrials, 6 d'empreses de construcció, 18 d'empreses de comerç i reparació d'automòbils, 2 d'empreses de transport, 2 d'empreses d'hostatgeria i restauració, 1 d'una empresa financera, 5 d'empreses immobiliàries, 2 d'empreses de serveis, 6 d'entitats de l'administració pública i 4 d'empreses classificades com a «altres activitats de serveis».
Dels 17 establiments de servei als particulars que hi havia el 2009, 1 era una oficina de correu, 1 funerària, 3 tallers de reparació d'automòbils i de material agrícola, 2 autoescoles, 1 guixaire pintor, 1 fusteria, 2 electricistes, 2 empreses de construcció, 3 perruqueries i 1 saló de bellesa.
Dels 3 establiments comercials que hi havia el 2009, 1 era una botiga de més de 120 m², 1 una botiga de menys de 120 m² i 1 una fleca.
L'any 2000 a Cuinchy hi havia 8 explotacions agrícoles que ocupaven un total de 260 hectàrees.

## Equipaments sanitaris i escolars
L'únic equipament sanitari que hi havia el 2009 era una farmàcia.
El 2009 hi havia 1 escola maternal i 1 escola elemental.

## Poblacions més properes
El següent diagrama mostra les poblacions més properes.